# En bateau
En bateau (97,1 × 130,2 cm) est un tableau réalisé par Édouard Manet en 1874, signé, en bas à droite de la toile, « Manet », et actuellement conservé au Metropolitan Museum of Art de New York.
Présenté au Salon de 1879, il marque, du point de vue de la manière et des thèmes, un tournant — temporaire — dans l’œuvre de l'artiste, et peut à ce titre être considéré comme un « manifeste de la nouvelle allégeance de Manet à l'impressionnisme ».

## Description
Le tableau représente un homme et une femme dans un canot.
Le cadrage rapproché, et en légère plongée, isole les deux personnages sur l'eau, en effaçant le paysage de l'arrière-plan. Il coupe le canot pour n'en montrer que sa partie arrière, un banc traversant restant visible sur la partie inférieure droite du cadre.
Au premier plan, la femme, accoudée sur le rebord du canot et allongée perpendiculairement à l'axe de celui-ci, présente son profil droit. Elle est en partie coupée par le bas du cadre, et par le banc qui masque le bas de son corps. La bouche entrouverte, elle regarde droit devant elle. L'homme, au centre de la composition, est assis à l'arrière de l'embarcation ; d'un regard en coin, il semble fixer le peintre, ou le spectateur qui se situerait un peu à gauche de l'axe central de la toile.
La femme porte un chapeau blanc à ruban noir. Une voilette lui tombe sous le nez, pour la protéger du soleil. Elle a une boucle d'oreille. Sa robe à rayures verticales bleu violacé et blanches est maintenue au-dessus de la taille par une ceinture marron à boucle.
L'homme, au milieu de la toile, porte un canotier de paille jaune, orné d'un ruban bleu. Il a les cheveux noirs, et arbore une épaisse moustache blonde qui lui tombe de chaque côté de la bouche. Il est vêtu d'un simple maillot blanc à manches courtes, qui laisse ses bras nus, et d'un pantalon de toile, également blanc. Le soleil rend cette blancheur éclatante dans le dos, tandis que des gris figurant les ombres sont placés sur le devant du maillot et l'intérieur de la jambe gauche. En position assise, il a le buste légèrement tourné vers sa gauche. Il tient la barre de la main gauche, l'avant-bras reposant sur celle-ci. Son bras droit est posé sur sa jambe opposée, allongée dans le canot. Ses pieds ne sont pas visibles, cachés par la femme du premier plan.
Le canot, dont les pièces de bois ajustées sont représentées par des nuances de brun, est représenté selon un axe oblique par rapport à la toile, et semble se poursuivre vers le côté inférieur droit, en avant du cadre. À droite, posées sur le rebord qui court tout autour de l'intérieur de la coque, on distingue des formes blanches et grises, figurées par des coups de pinceau hâtifs : s'agit-il de gants d'aviron que l'homme a quittés quand le vent s'est levé, ou de poissons qu'il a pêchés ?
Si l'homme se contente d'être à la barre, et n'est pas assis sur le banc en train de ramer, c'est que le vent s'est vraisemblablement levé, comme en témoigne la dame de nage, libre, en bas à gauche de la toile, ainsi que la voile qui coupe l'angle supérieur droit. La bôme, dont l'extrémité touche presque le bord supérieur du cadre, est reliée à la coque par une corde tressée qui dessine une oblique à droite.
L'eau seule occupe le reste de la toile : elle est d'un bleu éclatant, et n'est animée que par de calmes remous figurés, dans les deux premiers tiers inférieurs, par des lignes sinueuses plus foncées, et des rehauts de blanc. Le tiers supérieur en revanche est plus uni, ce qui efface l'impression de mouvement de l'eau et de profondeur.

## Historique

### Conditions de réalisation du tableau
Durant l'été 1874, Manet se rend dans sa propriété de son cousin Jules de Jouy à Gennevilliers, sur les bords de la Seine. À cette occasion, il rend visite à son ami Claude Monet, alors fixé à Argenteuil, de l'autre côté du fleuve, et peint en sa compagnie, et celle de Pierre-Auguste Renoir, plusieurs toiles où il adopte, pour la première fois, le style impressionniste. Outre En bateau, il compose plusieurs autres scènes de plein air ayant pour cadre les bords de Seine comme Argenteuil, avec son eau d'un bleu profond qui suscitera la moquerie des détracteurs des impressionnistes, Monet dans son atelier, c'est-à-dire son bateau (ainsi qu'une esquisse sur le même thème, où Monet et son épouse sont cadrés plus serrés, qu'il donnera à son ami, et que celui-ci conservera toute sa vie), ou encore Sur les berges de la Seine.

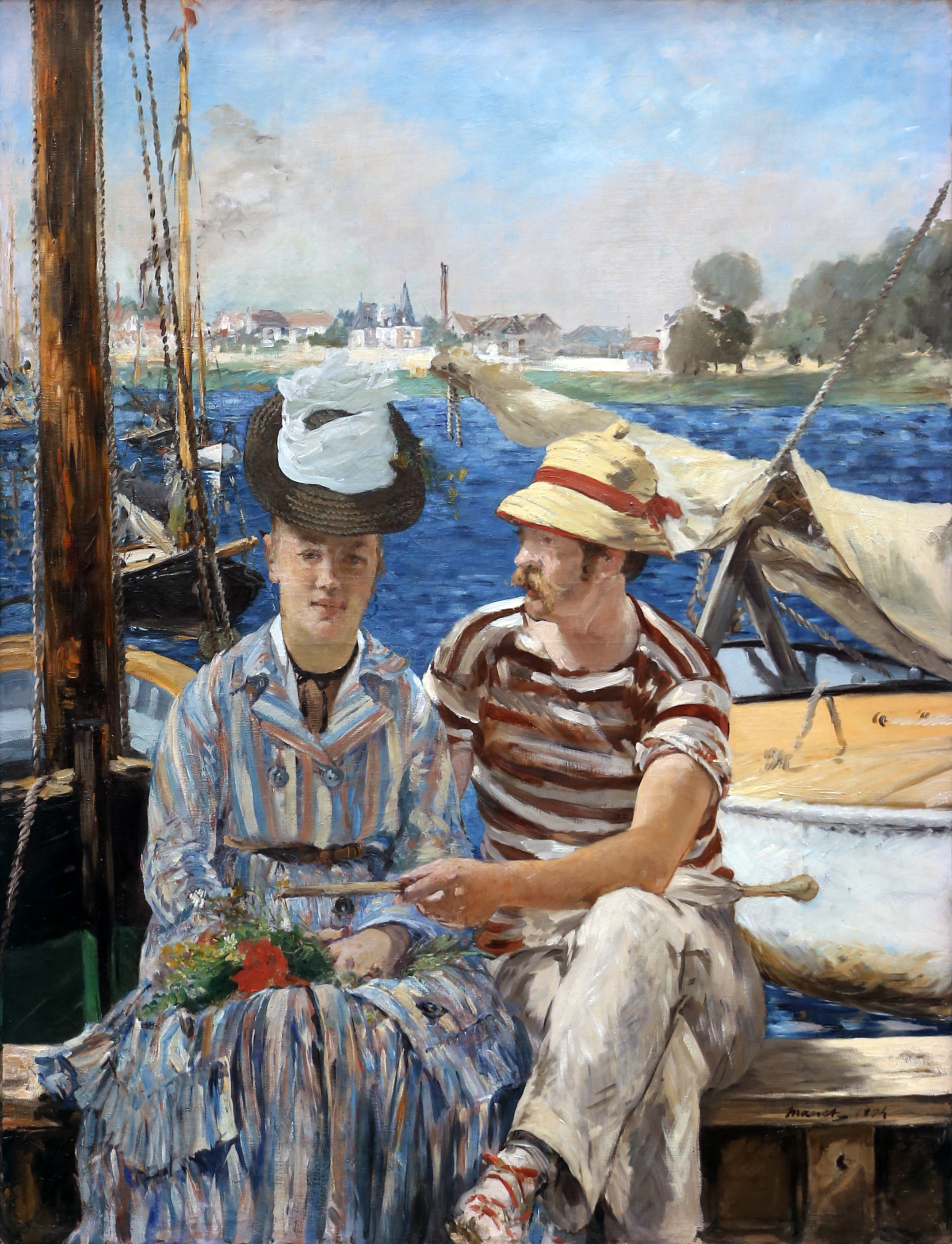
Argenteuil, 1874, 149 × 115 cm, Musée des beaux-arts de Tournai
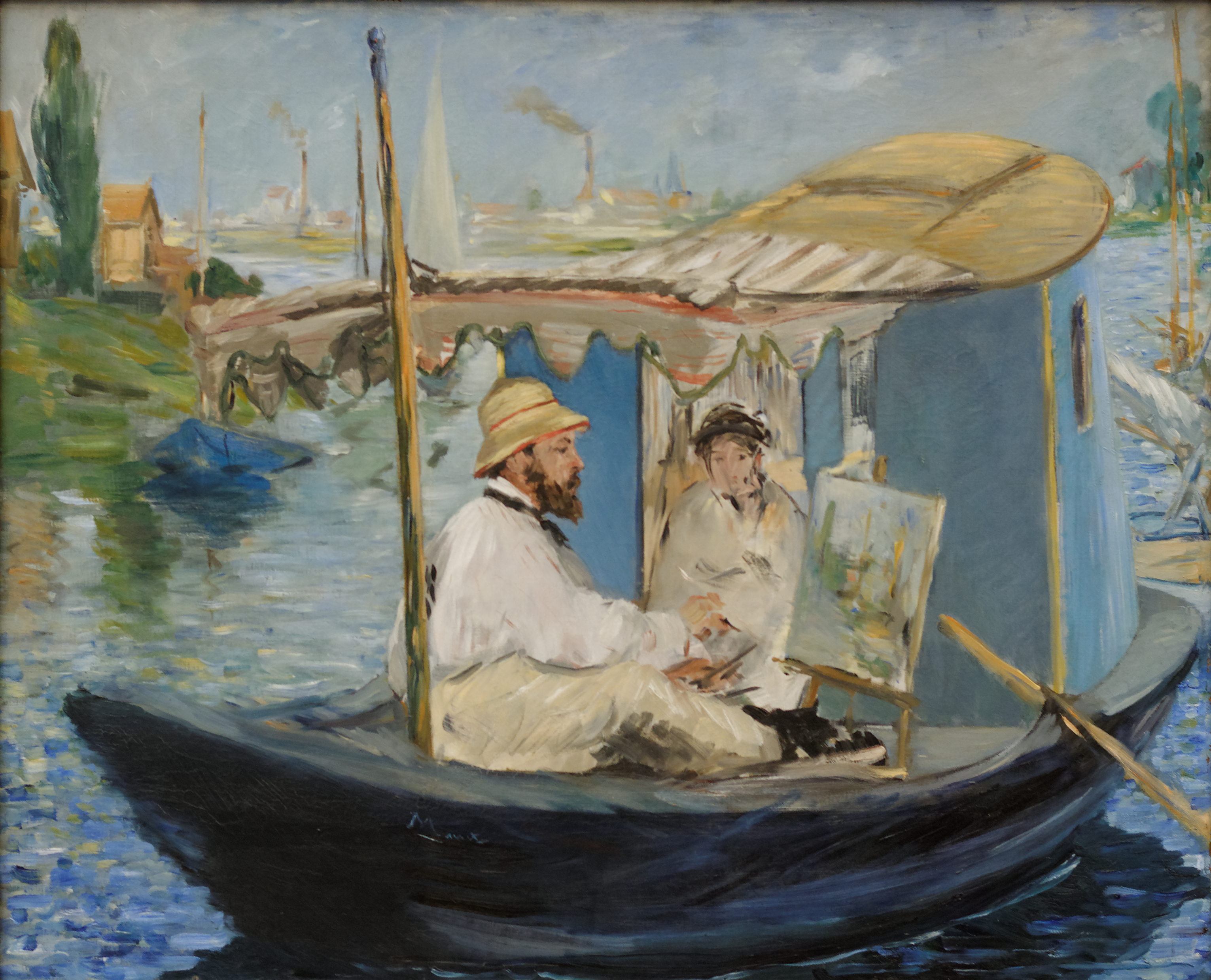
Monet dans son atelier, 1874, 50 × 64 cm, Munich, Neue Pinakothek
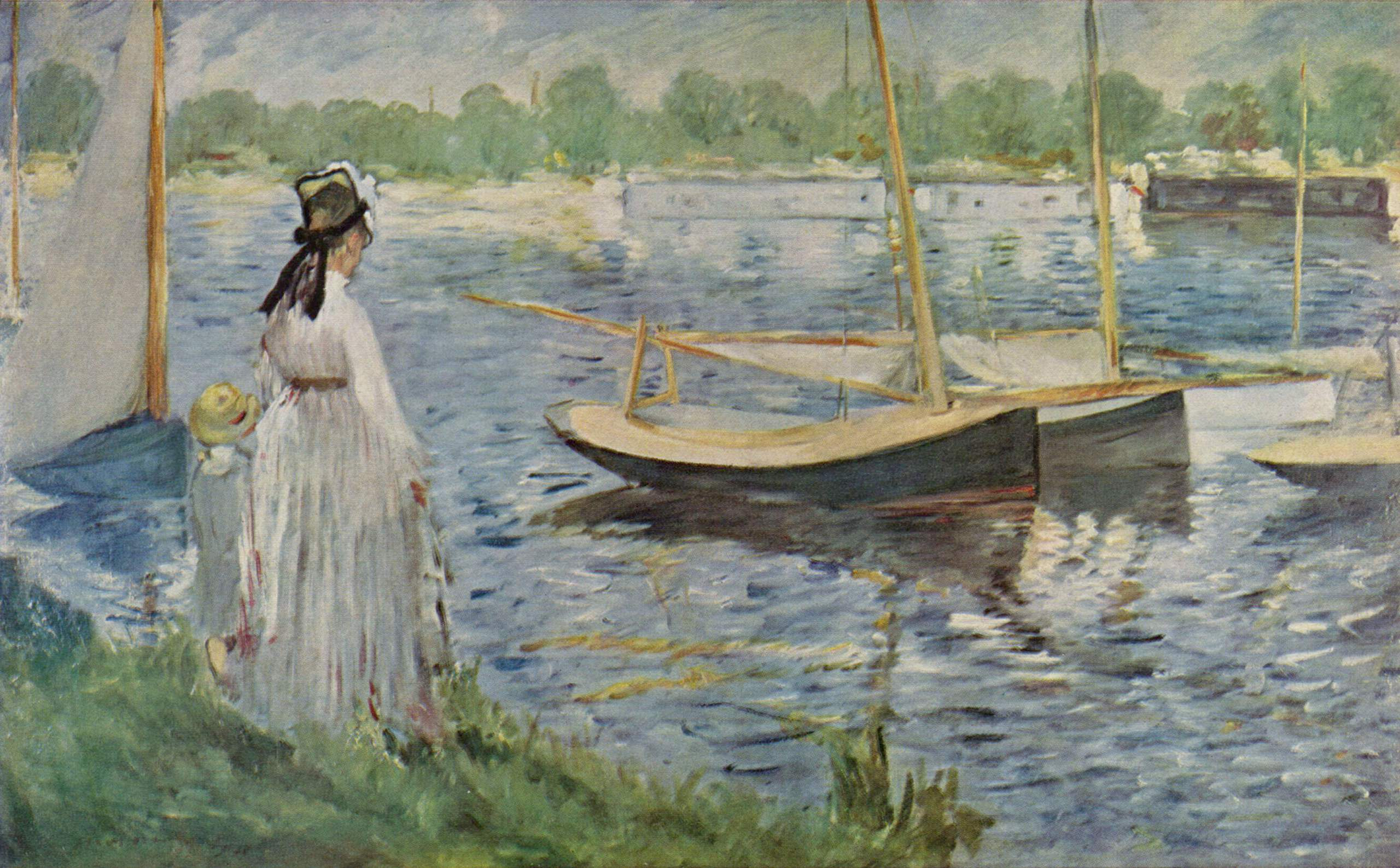
Sur les berges de la Seine, 1874, 62 × 103 cm, Londres, Collection Christabel Lady Aberconway

### Identification des modèles
Depuis Adolphe Tabarant, la critique voit dans le modèle masculin le beau-frère de Manet, Rodolphe Leenhoff. L'identité de la jeune femme en revanche reste incertaine, et la présence de la voilette n'aide pas à son identification. Il s'agit vraisemblablement du même modèle que celle représentée de dos dans la toile intitulée Sur les berges de la Seine, en raison du même chapeau blanc à rubans noirs et de la même robe à rayures. Certains avancent l'hypothèse d'Ellen Andrée, ou de la comédienne Jeanne Demarsy, d'autres croient reconnaître Alice Lecouvé, qui sert de modèle au Linge.

### Exposition et propriétaires successifs
En mai 1879, le tableau est présenté au Salon, avec Dans la serre (1879, 115 × 150 cm, Berlin, Alte Nationalgalerie). Joris-Karl Huysmans, qui l'y découvre, le décrit ainsi:

« Son autre toile, En bateau, est également curieuse. L'eau très bleue continue à exaspérer nombre de gens. L'eau n'a pas cette teinte-là ? Mais pardon, elle l'a, à certains moments, comme elle a des tons verts et gris, comme elle a des reflets de scabieuse, de chamois et d'ardoise, à d'autres. Il faudrait pourtant se décider à regarder autour de soi. Et c'est même là un des grands torts des paysagistes contemporains qui, arrivant devant une rivière avec une formule convenue d'avance, n'établissent pas entre elle, le ciel qui s'y mire, la situation des rives qui la bordent, l'heure et la saison qui existent au moment où ils peignent, l'accordance forcée que la nature établit toujours. M. Manet n'a, Dieu merci ! jamais connu ces préjugés stupidement entretenus dans les écoles ! Il peint, en abrégeant, la nature telle qu'elle est et telle qu'il la voit. Sa femme, vêtue de bleu, assise dans une barque coupée par le cadre comme dans certaines planches des Japonais, est bien posée, en pleine lumière, et elle se découpe énergiquement ainsi que le canotier habillé de blanc, sur le bleu cru de l'eau. Ce sont là des tableaux comme, hélas ! nous en trouvons peu dans ce fastidieux salon ! »

À l'occasion du Salon, le tableau est vendu pour la somme de 1 500 francs au financier et grand collectionneur Victor Desfossés. Celui-ci le prêtera lors de l'Exposition universelle de Paris de 1889 , puis le revendra au galeriste Paul Durand-Ruel le 7 mai 1895 pour la somme de 25 000 francs (En bateau, stock no 3267). Le 19 septembre de la même année, il est acheté, sur les conseils de Mary Cassatt qui le considère comme « the last word in painting » (« le dernier mot en peinture »), 55 000 francs par l'homme d'affaires et amateur d'art new-yorkais H. O. Havemeyer. Après le décès de ce dernier, en 1907, la toile reste la possession de sa veuve Louisine W. Havemeyer, qui la lègue à sa mort en 1929 au Metropolitan Museum of Art.

## Analyse

### Les références impressionnistes

#### Une peinture de plein air
La peinture de plein air est tout sauf une évidence pour Manet, qui reste un artiste d'atelier, et ce passage doit vraisemblablement beaucoup à la fréquentation de Monet.
Quand bien même le ciel ne serait pas représenté, la toile paraît solaire, 
en raison de l'omniprésence du bleu de l'eau qui frappe immédiatement l’œil du spectateur, et contraste avec la blancheur éclatante des habits du barreur. Le traitement de la robe de la jeune femme évoque également la manière d'un Renoir, notamment avec la touche visible et vigoureuse, la confusion des lignes de contours sur le blanc des jambes du pantalon de l'homme, ou encore les vibrations des blancs et bleu clair des rayures du motif.

#### Le thème: le canotage et les loisirs parisiens
Le choix d'une scène représentant les loisirs des bourgeois parisiens sur les bords de la Seine le rapproche également des impressionnistes, et particulièrement de Renoir qui a abondamment traité ce thème.
À côté de plusieurs scènes de canotage, Manet réalise par ailleurs ce même été 1874 une Famille Monet dans son jardin à Argenteuil, prise sur le vif, aux côtés de Renoir, qui en propose sa propre version. Et si ce dernier isole Camille et Jean, Manet montre également Claude, non en peintre, mais en train de soigner ses fleurs, pour faire de cette scène de famille une scène de détente au milieu d'un jardin verdoyant.

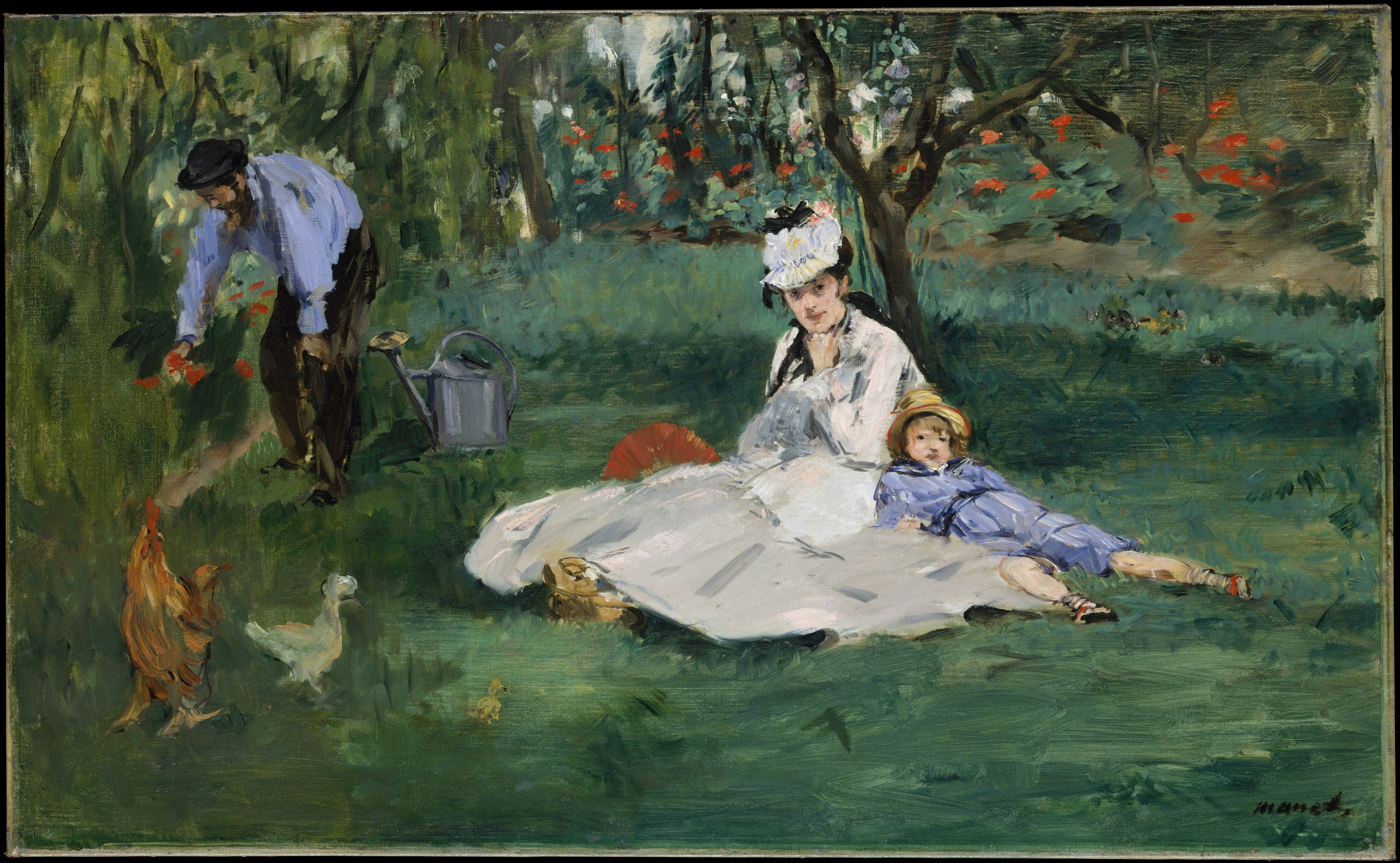
Manet, La Famille Monet dans son jardin à Argenteuil, 1874, 61 × 99,7 cm, Metropolitan Museum of Art, New York
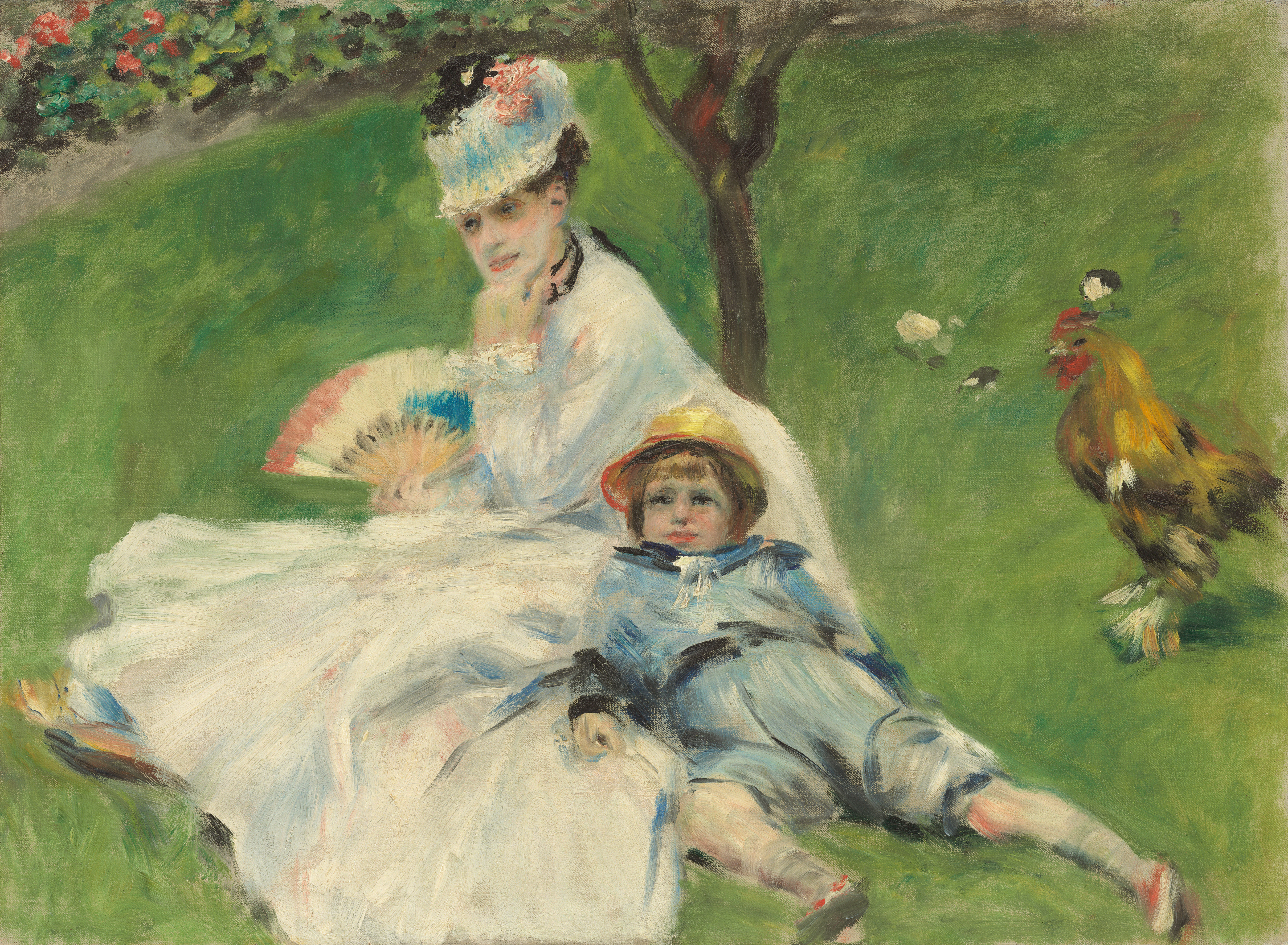
Renoir, Madame Monet et son fils, 1874, 50,4 × 68 cm, National Gallery of Art, Washington DC

Le point de vue d'En bateau, qui suppose que le peintre se situe en léger surplomb et à gauche du canot qu'il représente, de même que le format imposant du tableau (97,1 × 130,2 cm) rendent cependant peu vraisemblable l'idée d'une toile réalisée directement sur le motif, et incitent plutôt à formuler l'hypothèse d'une fiction de plein air, recréée en atelier.

### La référence aux estampes japonaises
Alors que Louis Gonse célébrait, pour les toiles de plein air de Manet, « l'illusion d'une photographie prise sur nature » qui apparaissait quand l'éclairage sur les toiles s'adoucissait, et estompait le caractère « trop vif, trop découpé » des figures, la critique contemporaine retient peu cette analyse « illusionniste », pour lui préférer une référence aux estampes japonaises, évoquée dès 1879 par Huysmans.

#### La composition
Le cadrage, et notamment la barque coupée par le cadre, ainsi que la bôme et la voile réduites à un triangle sans mât, non reliées au reste de l'embarcation, et qui coupent l'angle supérieur droit du tableau, ne peuvent s'inspirer d'une photographie prise sur le vif, dans la mesure où les appareils-photos nécessaires à de telles prises de vue n'existaient pas encore, mais semble bien plutôt s'inspirer, comme Huysmans l'avait déjà relevé, de « certaines planches des Japonais ».
Le traitement de silhouettes, qui « se découpe[nt] énergiquement […] sur le bleu cru de l'eau  », de même que le traitement de cette eau, dans la moitié supérieure de la toile, comme un motif quasi monochrome qui évacue le paysage de l'arrière-plan, pourraient trouver la même source d'inspiration.

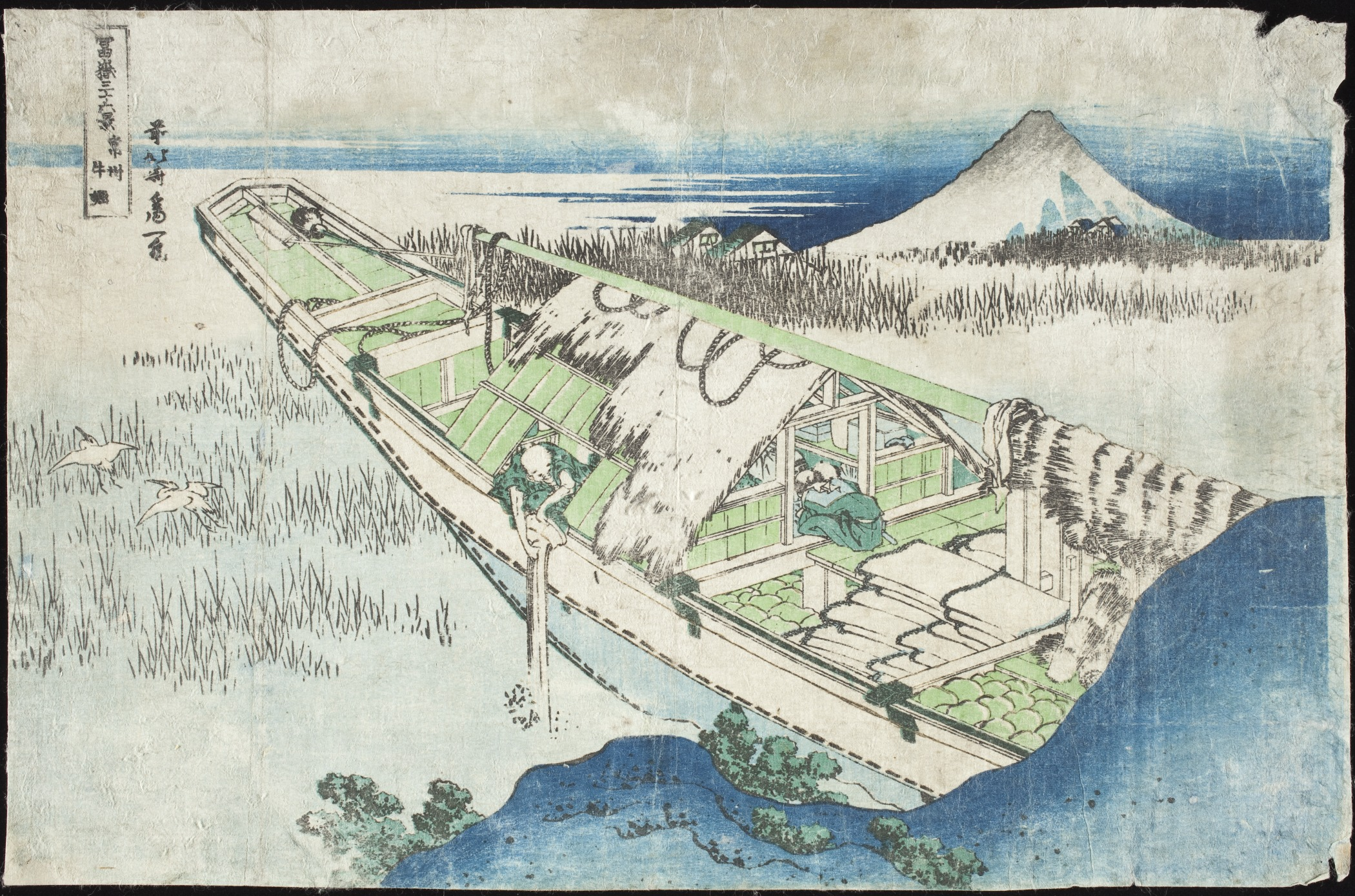
Hokusai, Ushibori dans la province de Hitachi, dans la série des Trente-six vues du mont Fuji, 1831-1833, 24,5 × 37,5 cm, Musée d'art du comté de Los Angeles
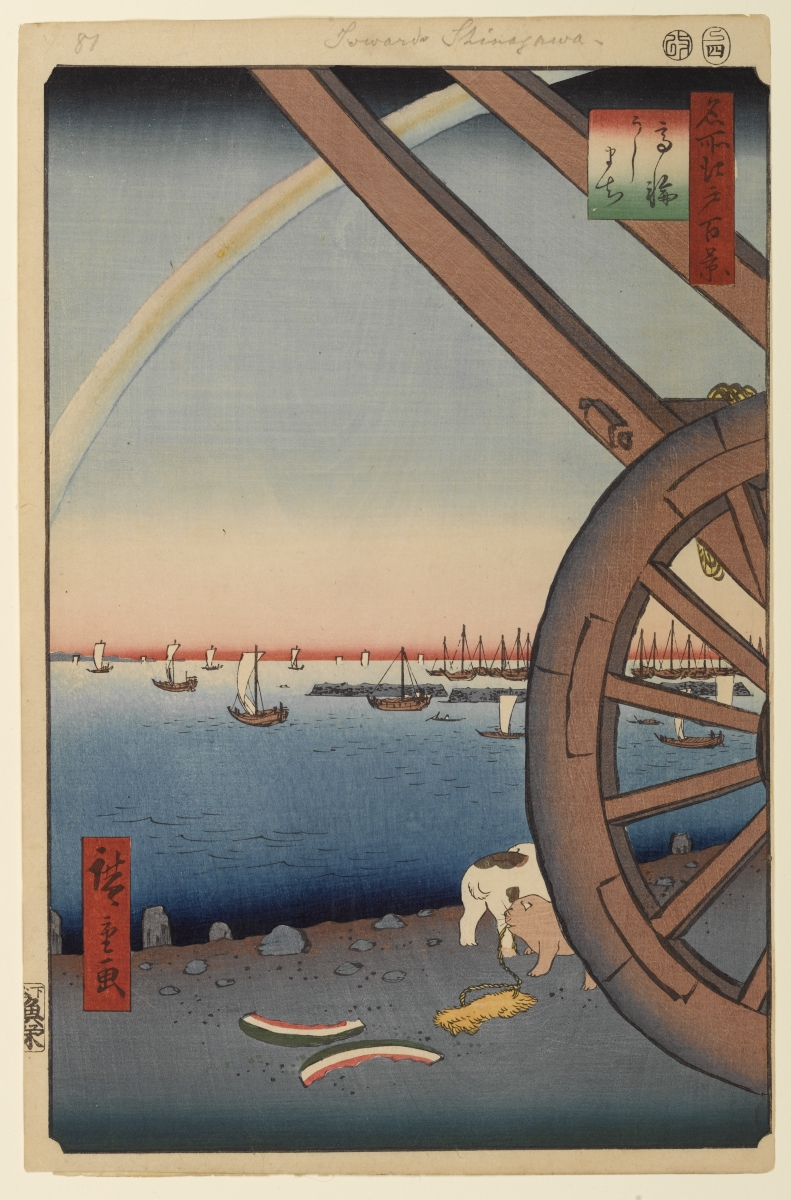
Hiroshige, Ushimachi à Takanawa, dans la série des Cent vues d'Edo, 1857, Brooklyn Museum

#### Le brouillage des effets de profondeur
D'autres détails convergents, brouillant l'effet de profondeur, semblent montrer que Manet s'est éloigné de simples préoccupations réalistes.
Car les distances sont rendues difficilement perceptible par le choix de cet arrière-plan composé uniquement d'eau, qui décontextualise la scène et empêche la vue de se poursuivre vers le lointain. De même, l'impression de distance est réduite, voire nulle entre les éléments du premier plan et l'eau.
En dépit de l'axe oblique du bateau, la femme se montre en outre selon un profil strict, perpendiculaire au plan, ce qui produit un curieux effet de collage ; l'homme en revanche se présente de face, et la voile, ainsi que la corde qui l'attache à la coque, paraissent parallèles au plan. Un repentir révélé aux rayons-X montre d'ailleurs que le canotier tenait originellement la corde de sa main droite : en déplaçant celle-ci vers la droite du cadre, et en la désolidarisant du personnage situé derrière elle, Manet efface ainsi une indication de profondeur.
Tout ceci pourrait aller dans le sens de recherches esthétiques qui déprendraient la peinture de son allégeance à la réalité, et feraient d'En bateau un intermédiaire entre l'art des  estampes japonaises et les recherches à venir des nabis.

### L'incertitude des rapports entre les deux personnages
Contrairement à l'évolution de Monet, qui tend progressivement à se consacrer exclusivement aux sensations visuelles de plein air, Manet n'évacue pas la question de la signification narrative de la scène qu'il représente : en isolant, à la manière de Sur la plage, Argenteuil, voire Dans la serre, un homme et une femme sur la toile, il pose immanquablement la question des relations qu'ils entretiennent, tout en brouillant l'interprétation de celles-ci.
La thématique générale renvoie en effet à une scène de séduction : l'isolement du couple sur l'eau, la pose lascive de la jeune femme, le maillot qui laisse voir les bras nus de l'homme à la barre, voire son regard qui semble défier quelque importun, évoquent une petite comédie amoureuse.
Mais les choix de l'artiste suggèrent aussi une distance entre les deux personnages, une absence de communication, qui était déjà présente dans Sur la plage. Outre le contraste des couleurs — la robe de la femme se mêlant à l'eau moirée, alors que la silhouette de l'homme en blanc se découpe nettement sur celle-ci —, les regards ne se croisent pas. Et la jeune femme semble laisser dériver ses pensées au fil de l'eau, en adoptant une pose détachée dont on ne sait si elle est affectée au non, la voilette sur les yeux jouer en partie le rôle d'écran des émotions.

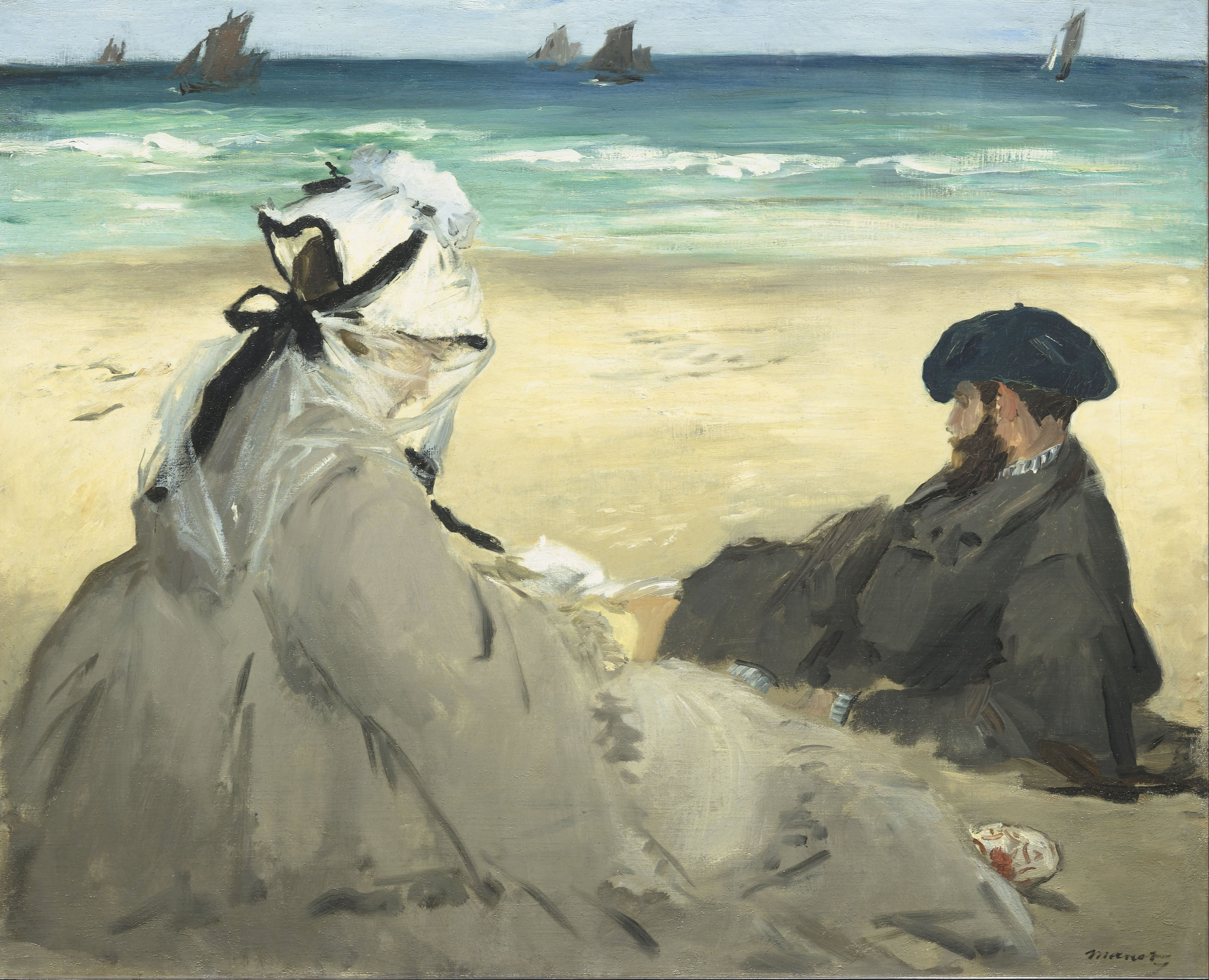
Sur la plage, 1873, 95 × 73 cm, Paris, Musée d'Orsay
Dans la serre, 1879, 115 × 150 cm, Alte Nationalgalerie